# Chiesa di Santa Caterina (Mores)
La chiesa di Santa Caterina è un edificio religioso situato a Mores, centro abitato della Sardegna nord-occidentale. Consacrata al culto cattolico è sede dell'omonima parrocchia e fa parte dell'arcidiocesi di Sassari.
Il primo impianto della chiesa, edificato intorno al XV secolo, fu demolito per fare spazio alla nuova fabbrica costruita, grazie alla famiglia dei nobili Manca, tra il 1630 e il 1670. Spicca al suo fianco il maestoso campanile, eretto due secoli dopo e ritenuto, con i suoi 46 metri, il più alto della Sardegna. Venne edificato in forme neoclassiche su progetto dell'architetto morese Salvatore Calvia, allievo del grande Alessandro Antonelli.

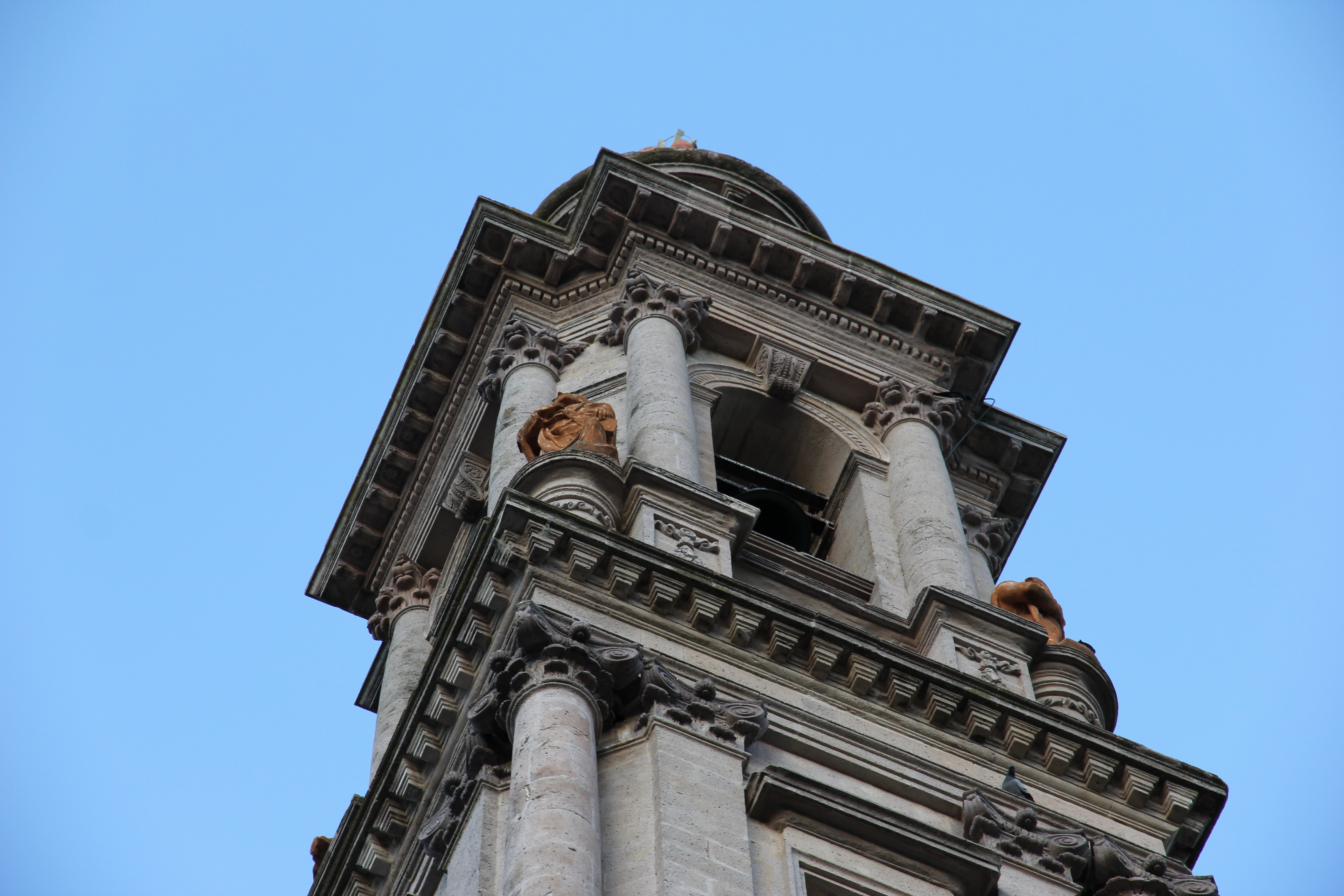